# Stralsunder Hochflieger
Stralsunder Hochflieger ist eine ursprünglich in der deutschen Hansestadt Stralsund gezüchtete Taubenrasse. Sie ist gekennzeichnet durch ein reinweißes Federkleid, eine perlfarbige Iris, einen roten Augenrand und den Hochflugstil.

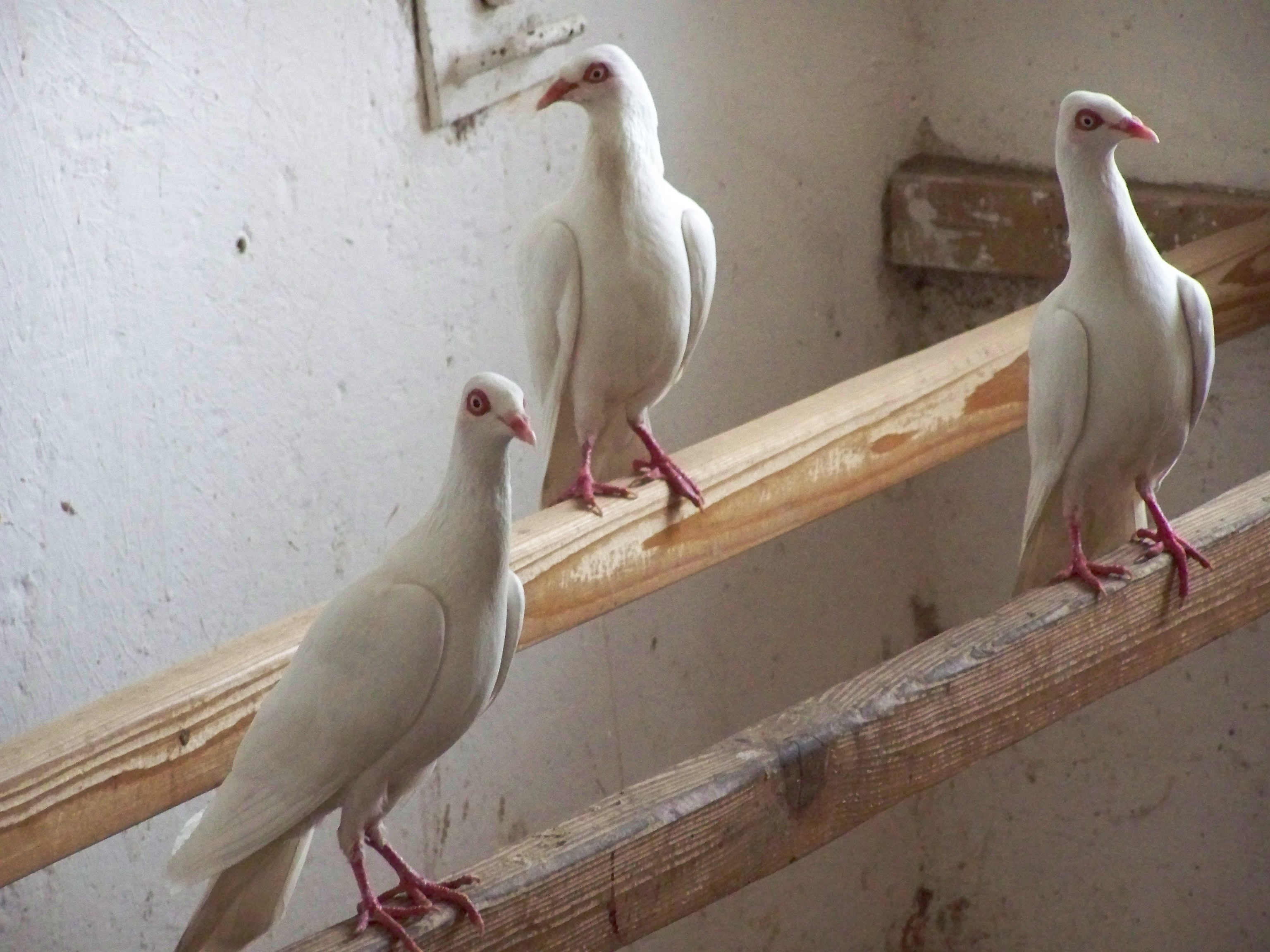
Stralsunder Hochflieger im Zoo Stralsund

Der Stralsunder Hochflieger ähnelt eher einer Möwe als einer Taube, es ist ein zuchtfreudiges, scheues Tier.
Die Vorgängertaube des Stralsunder Hochfliegers soll im 17. Jahrhundert vom Orient nach Holland und im 18. Jahrhundert dann nach Stralsund gebracht worden sein. Hier fand die Taube viele Züchter; weitere Zuchtstandorte waren Greifswald, Swinemünde, Stettin und Kolberg, wobei Stralsund die „Hochburg“ der Züchter blieb.
Mitte des 19. Jahrhunderts entwickelten sich unterschiedliche Rassetypen, so zum Beispiel der Hevernicksche Tümmler und der Bodinussche Tümmler. Heinrich Bodinus, der Leiter des Zoologischen Gartens Berlin, setzte sich in seiner Position sehr für die Verbreitung des Stralsunder Hochfliegers ein.
1905 schlossen sich Züchter aus Stralsund, Greifswald, Swinemünde, Bad Doberan, Soldin i. d. Neumark, Stargard, Sehma und Scharfenstein zusammen. Sie gründeten am 1. Januar 1906 den Sonderverein der Züchter des Stralsunder Hochfliegers.
Der Sonderverein spaltete sich 1948 infolge der politischen Teilung Deutschlands auf. In Westdeutschland blieb er unter dem alten Namen bestehen, in Ostdeutschland wurde die Spezialzuchtgemeinschaft gegründet. 1990 wurde die Wiedervereinigung des Vereins beschlossen und vollzogen.
Obwohl beide Vereine nach den gleichen Standards gearbeitet hatten, war der Stralsunder Hochflieger im Ostteil eher filigran, im Westteil Deutschlands eher grober gezüchtet worden. Ziel des wiedervereinigten Vereins ist die edle, mittelgroße Taube, wie sie vor 1948 Standard war.
Der Stralsunder Hochflieger wird heute überwiegend als Ausstellungstaube gehalten, wobei der Hochflugstil von vielen Züchtern vernachlässigt wird.